# Autocrate (commediografo)
Autocrate (in greco antico: Αὐτοκράτης?, Autokrátes; Atene, ... – ...; fl. V secolo a.C.) è stato un commediografo ateniese appartenente alla Commedia antica.

## Biografia
Sulla biografia e l'attività di Autocrate abbiamo solo la notizia dal lessico Suda, che informa come appartenesse alla schiera dei commediografi della archaia, senza, tuttavia, fornire elementi per una collocazione cronologica più precisa.

## Commedie
Autocrate fu autore di una commedia intitolata Τυμπανισταί, citata solo da Suda e da Claudio Eliano: il titolo del dramma, per come è tramandato, richiamerebbe un omonimo dramma di Sofocle e si potrebbe pensare ad esso, in via del tutto ipotetica, come ad una parodia. Ne abbiamo tre frammenti, il più lungo dei quali, appunto citato da Eliano, in anapesti:
(trad. A. D'Andria)
Sempre secondo la Suda, sarebbe anche stato autore di diverse tragedie.